# 新竹米粉

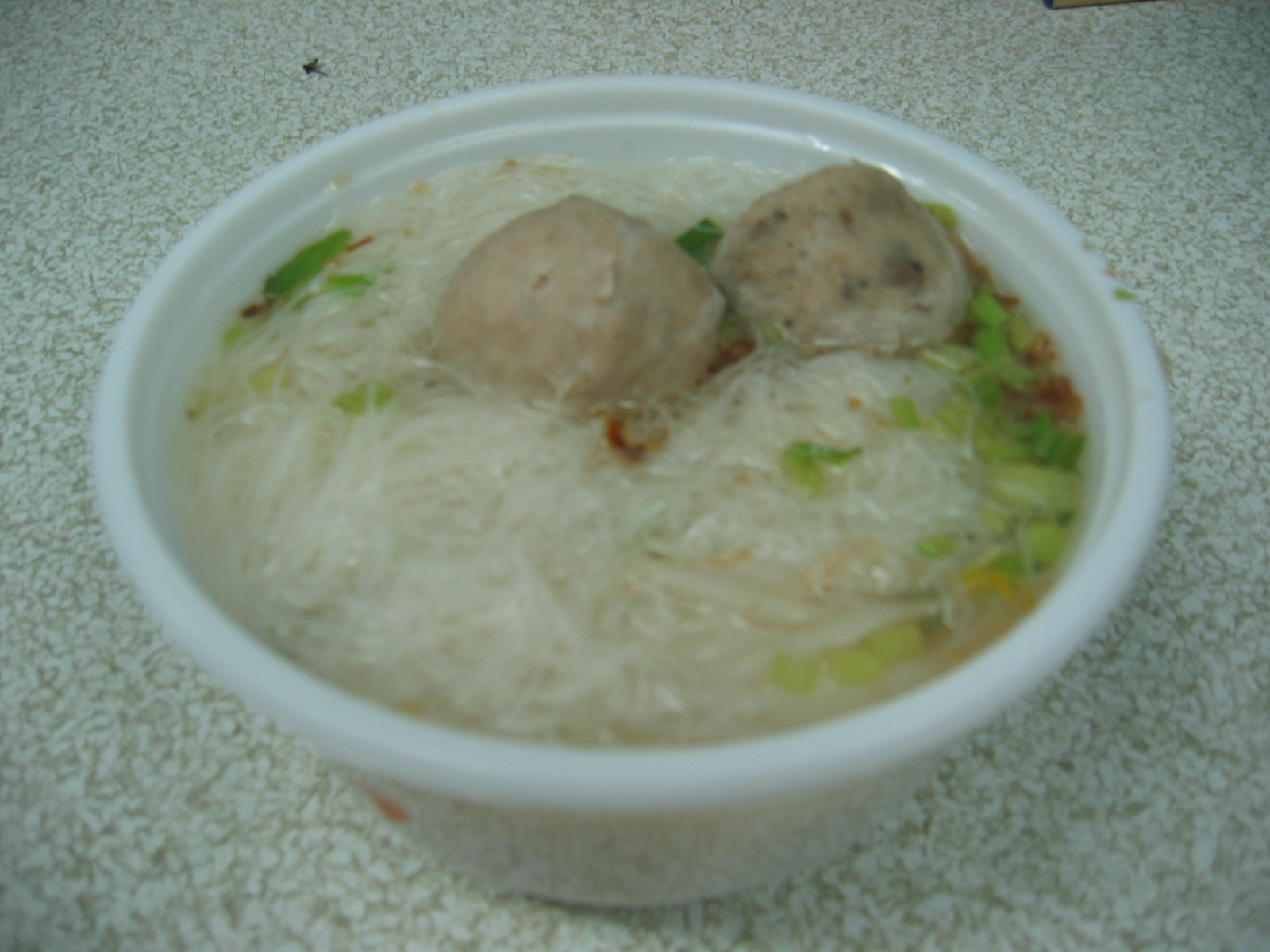
貢丸米粉湯

新竹米粉是台灣新竹地區的一種知名食材。以前主要是用米作為原料的米粉，現今因口感問題已改用玉米澱粉為主原料。臺灣的米粉製造技術由福建地區傳入，由於新竹地區經年強風，獨特的氣候環境非常適合製造米粉，因而逐漸發展成地方性的特產。
新竹米粉最早於清道光至咸豐年間從福建惠安十七都谷口鋪後店社後郭鄉由郭泉等四兄弟所引進，主要產地是以大南勢地區(延平路南側至客雅溪之間)最知名，也是新竹米粉最早的起源地。在1960年代之前此地區水田密佈，盛產稻米，因而成為生產米粉的重鎮。故此，大南勢又經常被稱為「米粉寮」。
新竹米粉可分為「水粉」和「炊粉」兩種。水粉又稱粗米粉，形狀粗短，是米粉的原型，最常見到的作法是與肉類熬煮成米粉湯。炊粉又稱細米粉較受現代人歡迎，是先壓製成細絲之後以蒸籠蒸熟，再經過風乾以便利保存。新竹地區在稻作收穫季節過後的10月到12月間盛吹東北季風，由於此時期降雨量少、風勢強適合曬米粉，也是出產的米粉品質最好的季節。在台灣常見的炊粉食用方式，除了煮成類似湯麵般的料理（例如貢丸米粉湯），先將米粉炒熟之後再澆淋醬油肉汁食用的米粉炒也是常見的台式菜色。
2013年，消基會和林淑芬立委踢爆新竹米粉米含量低，有欺騙消費者之嫌，中華民國衛生福利部因此在11月公佈〈市售包裝米粉絲產品標示規定〉，2014年7月1日起生效。要求標示含米量，對於名稱也有所規定，要求米粉產品的含米量須達100％才能稱作純米米粉；50％以上未達100％者，可稱調和米粉；未達50％者不應使用米粉名稱。新竹米粉由於添加玉米粉較多（也因此適合做炒米粉），米含量大多低於50％，新竹市米粉公會討論改名後，決定水煮的改叫「新竹水粉」（僅約佔新竹5％的生產量），而大多數以蒸籠蒸熟的，則改叫「新竹炊粉」。
2016年，食藥署召開「米粉」標示座談會，與新竹市政府、米粉公會等單位達成共識，同意業者未來可以重新再使用「米粉」兩字。

## 連結
- （繁體中文）米粉與摃丸（大紀元） （页面存档备份，存于）
- （繁體中文）中華文化天地-新竹貢丸 （页面存档备份，存于）